# Валерий Тодоров
Валерий Илиев Тодоров е български журналист, генерален директор на Българското национално радио (2007 – 2010, 2010 – 2013), заместник-директор на Националната опера и балет (2014 – 2015).

## Биография и дейност
Роден е на 25 август 1956 г. в гр. Силистра. През 1974 г. завършва гимназия в конкурсен клас със специалност „Програмиране и изчислителна математика“. През 1981 г. завършва специалност „Радио“ във Факултета по журналистика на Софийския университет „Климент Охридски“.
Валери Тодоров започва да пише активно за вестниците, радиото, телевизията още като студент. По това време е и заместник главен редактор на вестник „Софийски университет“. През 1978 г. започва да сътрудничи на Националното радио като нещатен  репортер в Столична редакция и водещ в програма „Христо Ботев“. Пише и за редица български водещи печатни издания. След дипломирането си през 1981 г. започва работа в Главна редакция „Международна информация“ на Програма  „Хоризонт“. Водил е новините и вечерните обзорните политически предавания „24 часа“ и „Нещо повече“, като едновременно е бил ръководител на екипите им. Като специален пратеник на радиото отразява най-горещите събития и демократичните промени в Източна Европа и Русия. Поддържа постоянни рубрики и пише коментари за най-авторитетните  вестници и списания в България. Автор е на телевизионни филми за програмата „Светът в действие“.
Валери Тодоров печели конкурс за кореспондент в чужбина и от януари 1993 г. до октомври 1997 г. е завеждащ Кореспондентския пункт на БНР  в Москва. През този период той е кореспондент и на БТА, като продължава да пише статии и коментари за вестниците „Стандарт“, „Труд“, „24 часа“, „168 часа“, „Банкеръ“, „Сега“ и „Континент“, за Дарик Радио, също за други радиостанции и телевизии, както и за издания в чужбина, сред които в. „Данас“, българската и руската редакция на Би Би Си, в. „Комсомолская  правда“ и др. След завръщането си от Москва през октомври 1997 г. е водещ и ръководи екипа на вечерното обзорно предаване „Нещо повече“ на БНР. За кратко време е директор на Програма „Хоризонт“. Подава оставка заради политическия натиск върху медията, който по-късно прераства в криза в БНР. През 1998 г. Валери Тодоров отново участва и печели конкурс за завеждащ Кореспондентския пункт на БНТ в Москва. Като кореспондент и специален пратеник на БНТ, БТА и други наши медии от януари 1999 г. до април 2006 г. отразява поредица от руско-американски и други международни срещи на върха, взема интервюта и снима най-известните политици, обществени и културни дейци, лидери и президенти, сред които Михаил Горбачов, Владимир Путин, Евгени Примаков, Виктор Черномирдин, Бил Клинтън, Сали Бериша и др. Автор е на документални филми за БНТ.
От 29 май 2007 до 29 май 2013 г. в два последователни мандата е генерален директор на Българското национално радио. Преди това е директор на дирекция Радиоразпръскване и едновременно директор на регионалната радиостанция  на БНР - Радио Благоевград. Под негово ръководство са открити три нови регионални радиостанции на БНР- в София, Видин и Бургас, по негов  проект стартира и първото интернет радио в България – Бинар, уникална за страната мултимедийна платформа, съчетаваща аналогови, цифрови и интернет технологии, с аудио и видеоизлъчвания, първият в страната  радиоплеър с 6 канала денонощен стрийминг на програми от  най-популярните музикални жанрове, с богати  архиви от „Златния фонд“ на БНР.  По негова идея стартира и интернет-сайт на БНР с 11 страници на всяка от програмите, на 11 езика, с аудио, видео и фотоприложения. Под ръководството на Валери Тодоров  започват и първите цифрови радиоизлъчвания в страната на къси вълни по технологията DRM. Програма „Хоризонт“ бе призната от изследователски екип за медиен лидер на десетилетието. Възстановени бяха Културните салони на радиото, започнали още от времето на Сирак Скитник, музикалните класации в ефир. Извършено беше цялостно програмно и технологично обновяване на всички национални и регионални структури на БНР, със смяна на саунда, сигналите, логото. Повечето регионални  радиостанции на БНР преминаха от 18-часово към 24- часово излъчване. Енергични мерки бяха предприети за покритието на програмите с пускането на над 90 нови УКВ предаватели, за развитие на шестте музикални формации на БНР. За техни ръководители са поканени авторитетнн  български диригенти, сред които Емил Табаков, Антоний Дончев, Димитър Христов, заедно с такива имена като основателя на Детския радиохор акад. Христо Недялков. Възстановени бяха концертните студиа  в регионалните радиостанции, възобновени са турнетата на радиооркестрите в страната, издадени са над 200 диска с продукция и концерти на БНР. Националното радио удвои аудиторията на програмите си, пазарния си дял, върна доверието към обществените медии.

### Административна дейност
- Старши репортер, коментатор, наблюдател, завеждащ редакция, заместник главен редактор, и.д. главен редактор, ръководител вечерни обзорни блокови предавания  в БНР – 1981 – 2006 г.
- Завеждащ Кореспондентския пункт на БНР в Москва – януари 1993 – октомври 2006 г., Ръководител на екипа на вечерното обзорно политическо предаване „Нещо повече“ в Програма „Хоризонт“
- Директор на Програма „Хоризонт“ – 1997 г.
- Завеждащ Кореспондентския пункт на БНТ в Москва –  януари 1999 – април 2006 г.
- Директор „Радиоразпръскване“ на БНР – 2006 – 2007 г.
- Директор на Регионалната радиостанция на БНР Радио Благоевград – 2006 – 2007 г.
- Генерален директор на БНР – 29. 05. 2007 – 29.05. 2010 г. и 29. 05. 2007 – 29.05. 2013 г.
- Заместник-директор на Софийската опера и балет – 2014 – 2015 г.

### Награди
- Златно перо и Златен плакет на Съюза на Българските журналисти
- Златно перо на Сlassic FM и галерия „Мекта“ за изключителен принос към българската култура и изкуство
- Признат е за Мениджър на 2010 г. и е удостоен със златен диплом от Съвета на европейските експерти
- Носител е на годишната награда „Золотая муза“ за принос в културния обмен между България и Русия
- Носител на Почетна грамота на Руската православна църква
- През януари 2015 г. е удостоен с най-високата награда „Сирак Скитник“ на БНР
- Заместник-директор „Връзки с обществеността“ на Национална опера и балет

### Обществена дейност
Член е на Управителния съвет на Форум „Русия – България“ и на Управителния съвет на Форум „България – Китай“. Бил е председател на гражданското сдружение „Партньори“ /Москва/ и издател на излизащия в Москва двуезичен вестник „Български вести“.
Бил е член на Обществения съвет на Дипломатическия институт към Министерството на външните работи на Република България.
Член на Управителния съвет на Съюза на българските журналисти, председател на 119 дружество на СБЖ.

### Международна дейност
Валерий Тодоров е бивш  вицепрезидент на Европейската асоциация на обществените медии от Югоизточна Европа и вицепрезидент на европейската радиомрежа за обмен на новини и предавания „Евранет+“, която включва 14 радиостанции и 30 млн. аудитория. 